# Matt Andersen

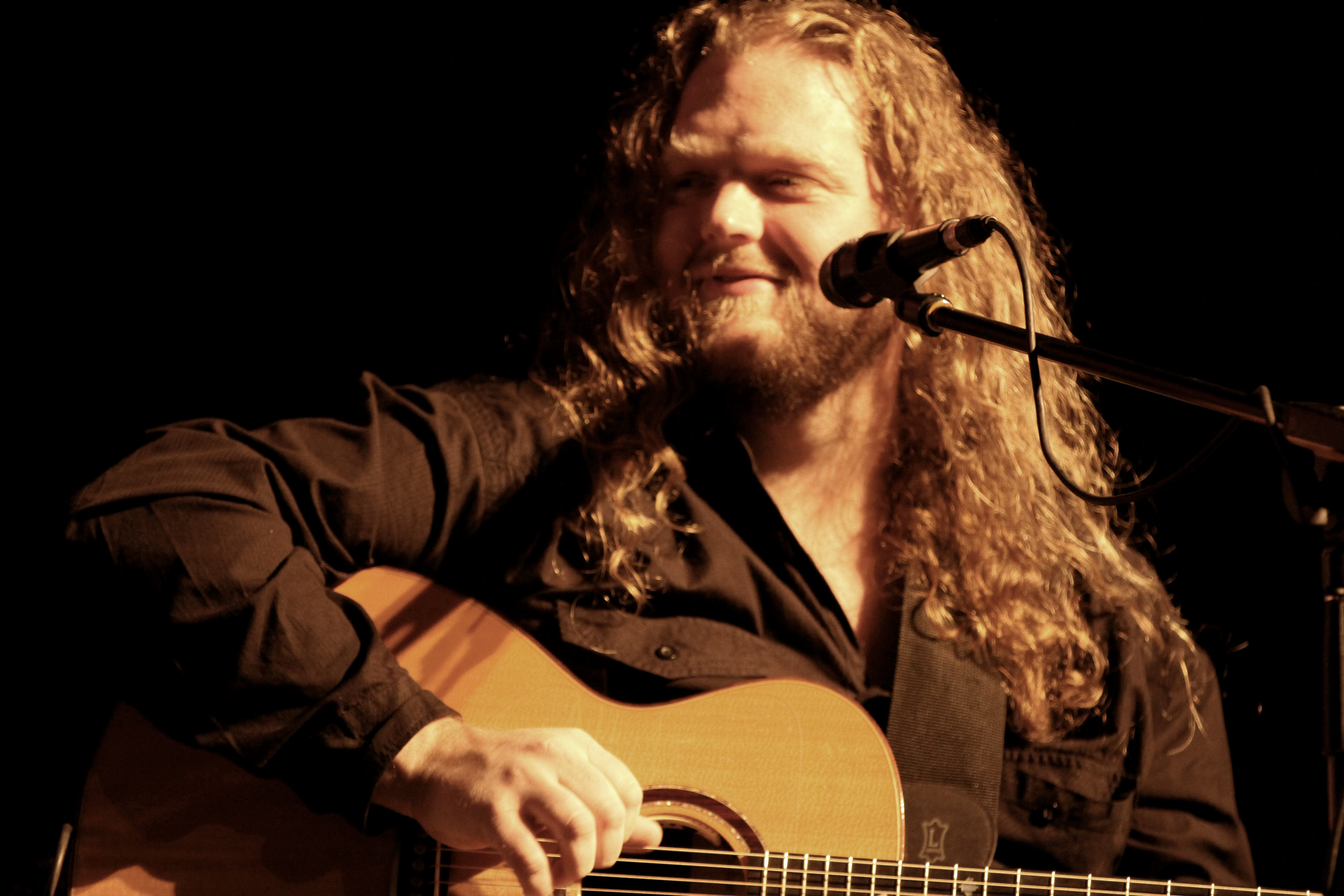
Matt Andersen, 2012

Matt Andersen är en kanadensisk blues-gitarrist och singer-songwriter. År 2004 spelade han på East Coast Music Awards. Han har släppt flera album, men bara ett studioalbum - Something In Between. Han är mycket storvuxen. Han driver förmodligen med sig själv om sin övervikt, då hans officiella webbplats heter "stubbyfingers" (engelska: knubbiga fingrar).

## Diskografi
- One Size Never Fits[7]

1. If I Can’t Have You
2. One Size Never Fits
3. Too Long Since
4. Lay Down With Me
5. Just Don’t Call Me Your Friend
6. It Hurt Me Too
7. Red House

- Solo at Session[8]

1. Leavin' Blues
2. Ain't No Sunshine
3. When My Angel Gets the Blues
4. Play the Fool for You
5. One Size Never Fits
6. Rollin' Home
7. Have You Got the Blues
8. If I Can't Have You
9. Tell Me
10. My Old Friend the Blues

- Something In Between[9]

1. Come By
2. Something in Between
3. Working Man Blues
4. So Gone Now
5. Stay With Me
6. Better Man Blues
7. Lonesome Road
8. Wrote a Song for Everyone
9. Broken Man
10. Tell Me
11. How I Wish
12. Baby Come Back Home
13. Bold and Beaten

- Live at Liberty House[10]

1. Intro
2. Key To The Highway
3. I'm On Fire
4. Long Black Veil
5. Angel From Montgomery
6. Every Day I Get The Blues
7. Magnolia
8. Country Roads
9. Steamroller Blues
10. I Shall Be Released
11. Got My Mojo Working
12. Wagon Wheel
13. Louise

- Second Time Around[11]

1. "Leavin' Blues" 3:45
2. "I Play The Fool For You" 7:20
3. "When My Angel Gets The Blues" 4:47
4. "If I Can't Have You" 2:43
5. "One Size Never Fits" 3:00
6. "Ain't No Sunshine" 4:43
7. "Just Don't Call Me Your Friend" 2:50
8. "Lay Down With Me" 3:42
9. "Tell Me" 4:13
10. "Have You Got The Blues" 6:02
11. "Rollin' Home" 3:23
12. "My Old Friend The Blues" 4:22
13. "Hidden Track" 7:22